# 魔界塔士 沙加
《魔界塔士 沙加》是史克威尔于1989年12月发行的Game Boy游戏。《魔界塔士 沙加》是电子角色扮演游戏系列沙加的首部游戏。史克威尔将游戏翻译为英文全球发行，并为提升市场营销而将游戏挂上最终幻想之名。Sunsoft于1998年在北美在发行游戏；史克威尔在2002年和2007年将游戏强化重制于WonderSwan Color和移动电话平台。
《魔界塔士 沙加》随着《俄罗斯方块》的成功而发行，游戏使用了和《最终幻想II》类似的回合制系统。游戏的角色、战斗怪兽和恶魔是用各种武器、防具和通过玩家行动发展的技能。游戏故事围绕四名试图攀登世界中心通上天堂的塔的勇士故事。四名勇士可以从三种各具定制特色的角色类型中选择。
《魔界塔士 沙加》由星野伸之构思，河津秋敏监督开发；著名音乐家植松伸夫为配乐谱曲。游戏是史克威尔首个销量超过百万的游戏，计出货137万。虽然游戏评价褒贬不一，但其被称为最伟大的Game Boy游戏之一，并被认为影响了口袋妖怪等系列。

## 游戏玩法
在《魔界塔士 沙加》中，玩家控制至多四人的角色队伍穿行于游戏世界、探索区域，并和非玩家角色互动。游戏时间主要用于城镇、城堡、迷宫等一类区域。为了帮助在场景地图中探索，游戏在城镇中使用了各种记号。玩家最初只能限制探索大陆世界，并在队伍爬塔后可以访问后面的世界。玩家可以在战斗以外的任何时间地点储存进度，以供之后游玩。
通过显示《魔界塔士 沙加》各个世界的俯视视角世界地图，玩家可以在各个场景地点之间旅行。除了水或山等地形限制外，玩家可以在世界地图屏幕只有移动。各世界的目标为找到进入下一层塔的入口。如同其它最终幻想相关游戏，世界地图和敌方区域的随机遇敌会将地图画面打断为战斗画面。

### 职业
在游戏开始时，玩家必须为队伍的“队长”指定种族、性别与名称。游戏有三类种族，人类、超能力者和怪兽，各种族有其强项与弱点。游戏一旦开始，角色种族将不可修改。通过各城镇的“成员工会”，玩家可以类似的方式另外召集至多三名角色。除了队长不能更换外，其它队员都可以通过再召集角色来替换。在游戏后期的城镇中可以召集到高等级队员。
角色在战斗中的表现情况由四类数值（“能力值”）决定。各能力值的范围为1至99。力量类影响物理攻击力；防御会减小伤害；敏捷影响远程武器或技能，以及攻击回避；魔力影响魔法攻击效果。角色的健康状况由生命值（HP）表示，包括当前生命值和最大生命值，范围为0至999。角色能力值和职业有关：人类HP等级、力量和防御值高；而超能力者物理攻击弱，但魔力值高。人类和超能力者的能力值可藉由装备不同类型武器而提升。怪兽类角色则由其子种类决定，它们的能力值差异很大。
人类“力量”或“HP200”等永久提升道具来提升其能力值。超能力者的属性仅能通过战斗后随机增长，并可在此过程中随机获得（或丢失）新能力。怪兽能力通过战斗中掉落的消费品“肉”来变化；依据当前怪兽的子种类及肉的来源，其效果可能为怪兽转变至更强或更弱的子种类，或是完全恢复健康。之后WonderSwan和移动电话版彻底取消了第二种效果。

### 装备与能力
沙加游戏中装备最基本的功能为提升角色属性。比如，给角色装备金头盔会提升其基本防御值。游戏中有大量装备，各角色皆可依据其职业，在任何时间进行装备。人类可以装备八种武器，超能力者可装备四种，怪兽则不可装备。游戏中有五类防具：盾、头盔、铠、护手和靴。一类防具只能同时装备一种，而怪兽不可装备。武器有剑、斧、鞭、魔法之书和火器等，它们可以提升角色力量、敏捷或魔力值，每种武器在使用一定次数后会损坏，然后从玩家的道具栏中消失。盾牌在战斗中可以作道具使用，可让玩家规避敌方攻击，其大多数有使用次数限制。
超能力者和怪兽有不同的魔法和能力，这由他们的战斗经验和子类型决定。魔法和能力包括三类：攻击系、非攻击系和治愈系。在战斗中使用攻击魔法和能力，会对目标敌人以特定元素之力造成伤害，而非攻击魔法或能力会对目标造成各种不良（如“失明”）或增益效果。治疗魔法和能力会恢复目标HP，可以在非战斗场景使用。某些魔法和能力还有更多特性，如作用于一组目标，或耗尽目标全部HP。每个魔法和能力都有使用次数限制，倘若耗尽则队伍必须去旅馆恢复。各角色对元素还分抗性强弱，其会在元素名称旁边用“O”或“X”表示，“O”表示角色在受到该元素攻击时伤害会减少，而“X”则表示伤害增加。
游戏中可以通过多种方式找到或买到治疗道具，道具有使用次数限制。通过战斗外的角色道具栏，或是战斗中的道具子菜单，玩家可以使用这些道具，它们可以恢复单体的HP或消除不良状态。和其它道具一样，若要在战斗中使用这些道具，玩家必须在战斗之前先将道具放到角色的装备栏。

### 战斗
当角色遇到敌人时战斗既为开始，此时屏幕将由地图画面切换到“战斗画面”。敌人在屏幕上方出现，屏幕下方显示当前的队员；战斗使用菜单制回合制系统。在回合开始前，玩家可以选择战斗或逃跑。若选择战斗指令，玩家将会根据各角色的装备或技能，为其下达攻击、防御、使用魔法或使用装备道具指令。当角色为全部角色选择行动后，玩家角色将开始和敌人战斗。各参战角色将根据敏捷值逐次行动。如果玩家试图“逃跑”并失败，队伍将跳过此回合并受到敌人攻击。如果队伍成功逃跑、击败全部敌人，或全部玩家角色被击败，战斗即告结束；其中若玩家被击败，则游戏结束，玩家必须从最后存档处重新载入游戏。
玩家战斗胜利将会获得金钱（GP）和道具奖励。敌人偶尔还会掉落肉，肉可让玩家根据怪兽种类定制角色。超能力者种族则可能“变异”，会随机增长能力值，学会新魔法或能力，或是覆盖掉现有魔法。队员在战斗中损失的HP可以通过治疗道具、治疗魔法、旅馆，或是治疗喷泉等世界元素回复。若初始角色以外的在战斗中被击败，则他将会损失一个“心”，并需要在城镇中通过标有大型心形标志的房屋复活。被击败的角色若无“心”则无法复活，此时玩家可以购买为角色恢复心的高额道具。另外，无论倒下的队员是否还有心，皆可通过城镇工会替换一名全新的队员。

## 情节

### 设定
《魔界塔士 沙加》发生在围绕着一座巨塔的数个世界中，巨塔为神在上古时代建造用来联系世界的。四个独特的主要世界建立在塔的不同层上：大陆世界位于底层，水之世界位于5层，空中世界位于10层，都市世界位于16层。不同层之间的时间流速不同，导致一些世界比其他世界功能更为先进。从塔中出来的各种怪兽到达了各个世界；多数怪兽为敌方，但另一些怪兽则和人类友好并希望能共处。人类种族的一个分支（称为超能力者）也存在于各个世界；他们为人类和大陆世界古老种族混血的后代，可以使用魔法。
大陆世界为一块大陆，由三个常年战争意图统治世界的国王治理。他们各有一件开启塔入口的必需物品。海洋世界由水域包围的多块小岛组成，岛之间通过小洞穴连接这个世界的海上会出没海盗，故禁止坐船旅行。空中世界包括一块浮在云中的大陆，由空中城堡的强大独裁者统治。都市世界是技术先进的城市风景，但因为怪物不断攻击而衰落为后启示录废墟。

### 剧情
游戏以主角在一座塔前开始，勇士一行得知只有在解开塔底层门的封印后，才能爬上塔到达天堂。底层世界有盾、剑、铠三个国王，他们各有一件传说武器，并用其来争夺统治权。在拜访铠之王后队伍得知，他喜欢的女孩也喜欢着他，但盗贼占据了她的村庄并逼她结婚。一行击败了盗贼，国王为了表示感谢把铠给了他们。剑之王攻击了勇士们，勇士在击败他后拿到了剑。
盾之王被他的大臣谋杀，在短暂的交战后，一行拿到了他的盾。将三个道具放回大英雄雕像后，在得到了黑水晶后，一行遭到阿修罗控制的四天王之一玄武攻击。在将其击败之后，一行利用黑水晶的力量进入了塔。
在爬塔从另一扇门出来后，出现了被大海覆盖的第二世界。通过山洞他们找到了一个浮岛，并可以通过空中环游世界。他们找到了龙王，在解开它的谜题获得空气种子后，他们潜入水下，进入了海底圣殿。他们遇到了第二个天王青龙；在将其击败后一行得到半颗水晶。回到龙王处，他表示自己是另外半颗水晶的守护者，并将两半合为青水晶。
使用蓝水晶的力量，队伍来到由白虎及其残暴军队支配的云之世界。他们得知白虎最近消灭了一个地下抵抗组织，只有领导者的两个女儿贞德和米蕾尤活了下来。一行为保护她们而暂时加入白虎寻找二人的队伍，直到米蕾尤背叛贞德而一行被抓获。在逃跑后他们遇到了天王准备杀掉米蕾尤；在看到贞德被杀后，队伍开始攻击天王。最终一行击败了白虎，恢复白水晶后继续旅程。
第四世界是后末日废墟，朱雀被一层不可打破的力场保护。一行撤退到废弃的地铁避难并遇到了彩，彩指示他们去临近的城镇。在这里他们遭到摩托车帮帮主总长的对抗，但被其妹彩制止，两队人同意合作击败朱雀。他们需要收集使力场无效的设备部件，总长牺牲自己让队伍通过了原子核电站。朱雀在击败城镇伏兵后挟持了彩。队伍打败朱雀，获得赤水晶并继续旅程。
继续攀塔，队伍发现企图登天堂失败一家的残骸，一本书暗示阿修罗是被其他人控制的。一行在塔顶遇到守卫最终一道门了阿修罗；他提出让队伍每人各掌控一个世界，但众人拒绝并打败了他。在穿过门之前，众人会掉落回到底层的陷阱。之后他们遇到了之前旅程的朋友，并决定重新攀塔。他们会爬塔外侧的梯子，并会遇到曾经击败又复活的各天王。他们发现塔顶遇到神，得知天王们和塔是实际上创造的，是他看勇士战胜邪恶游戏的一环，作为游戏成功的奖励，可以满足他们一个愿望。一行对他的玩弄非常愤怒，拒绝了他的奖励并质疑神，而神坚持称自己创造了万物，有以自认为合适的方式使用的权利。在一场激战后他们打败了神。勇士之后看到了一扇通向未知之处的门，他们考虑过进入，但最终决定返回他们自己的世界。

## 开发与发行
《魔界塔士 沙加》由Nobuyuki Hoshino构思，河津秋敏的监督下开发，于《最终幻想》发行两年后发行。这是沙加系列的首作，也是史克威尔制作的首部Game Boy游戏。史克威尔时任总裁宫本雅史在看到《俄罗斯方块》的成功与掌上系统的流行后，便请求开发者创作一部Game Boy游戏。河津和合作人石井浩一决定创作一款他们认为顾客最渴望的角色扮演游戏，而非俄罗斯方块一类的游戏。
史克威尔根据从日本成田机场到夏威夷火奴鲁鲁的飞行航程，认为作品应能能用6至8小时完成。开发者试图为游戏间歇短暂游戏的玩法进行优化，好比列车乘客在两站之间游戏。史克威尔相较于自家其它角色扮演游戏提高了随机战遇敌率，以保证玩家在短暂的游戏时间中至少能遇到一次敌人，以保持有趣的经历。《魔界塔士 沙加》设计困难，并使用被河津称作沙加和最终幻想系列主要差别的的高级游戏系统。史克威尔使用了其它创意来区别游戏，最明显的是可让玩家收集敌人能力的“肉”系统，尽管这最开始被认为很难做出来。
河津直接参与游戏剧本开发的塑造工作，并和当时参与史克威尔其它项目的石井、时田贵司及伊藤裕之一起创作。石井和伊藤还开发游戏世界布局和地理；田中凉子设计背景图形。时田开发角色概念图，并掌管游戏子图形。Game Boy的黑白屏幕产生了阻碍，如火焰等一些图形没有颜色很难描绘。因此他们必须开发一个“在黑白中工作”的世界。田中后来揭露，当时Game Boy卡带2 mbit的容量的严重制约了他们的设计：团队为了确保最佳性能，从成品游戏中删除了一些元素。

### 版本与重制
史克威尔于1989年12月在日本发行游戏，并附带一张绘有四个主要世界的地图；随后不久他们发行了一个修订版。史克威尔于1990年3月将游戏翻译为英文，并计划随新插画一起，以“伟大战士 沙加”（The Great Warrior Saga）为题在北美发行。史克威尔在1990年9月30日发行之前，将游戏易名为“最终幻想传说”（The Final Fantasy Legend），此举是为了将游戏和知名的最终幻想游戏联系起来。开发者略微改动了此版本，如移除了游戏积分，并调整了某些武器的寿命。游戏亦在文字方面做了改动，如略去了龙王的谜语，移除了提及自我牺牲的内容，以及关于塔真正的意图的提示.。最明显的是，在玩家队伍和神的对话中，神表示他创造阿修罗的原因改成了仅出于无聊。1998年，Sunsoft获得Game Boy沙加游戏的授权，并于同年在北美再次发行这些游戏。虽然广告中称其和任天堂Game Boy Color掌上机兼容，但再发行版没有任何改进。
史克威尔于2001年9月宣布《魔界塔士 沙加》将于万代的WonderSwan Color平台再发行；移植版于2002年3月在日本独占发行。板鼻利幸重绘了概念图和图形，而史克威尔也加入了动画剧情画面。开发者还加入了预先查看功能——在战斗后掉落肉时，玩家可先查看怪兽吃肉后的变化情况。移植版可让玩家完整游玩Game Boy原版的游戏。除了这些游戏系统调整外，游戏还加入了怪物图鉴，并可让玩家选择在战斗攻击中自动指定敌人。
在2007年1月30日时，史克威尔艾尼克斯续订了日版游戏名的商标，并在2007年9月的东京游戏展上，展出了可供游玩的WonderSwan Color版的手机移植版。史克威尔于2007年下半年起，陆续为日本i-mode、EZWeb和Yahoo!手机开放游戏下载。移植版移除了怪物图鉴模式，以及游戏中的Game Boy原版游戏，并压缩了一些游戏剧情画面。

### 声音
《魔界塔士 沙加》的原声由植松伸夫谱曲，计16首曲目。植松首先研究合成器，因为Game Boy的声音硬件和FC游戏机的不同，增加了一个新立体声选项、独特波形，且只有三个音符。河津想让游戏音乐和史克威尔之前两部作品类似，但植松选择开发新波形。虽然Game Boy的音频功能有限，但植松在2000年表示了为其再次配乐的渴望，但他补充了对重制版的见解，“更高质的音乐和图形将会更好，但我们需要确保玩家喜爱游戏”。
史克威尔在后来的作品中重新使用了几首游戏曲目（特别是战斗主题曲），并将其发行为合辑原声。片头音乐《开场曲》之后重混作为后两部沙加游戏的开场曲。《真诚的眼泪》（又名“擦干泪水”）成为之后沙加游戏的重要部分，在五部游戏中改编出现。收录Game Boy沙加作品的1991年的两碟原声《All Sounds of SaGa》收录了游戏的15首曲目，史克威尔艾尼克斯于2004年12月以“沙加全曲集”为题再版专辑。专辑最后一首曲目为《Journey's End》，该曲由植松伸夫将游戏中六首曲目的合成器重编版结合为一首曲目。在《All Sound of SaGa》的内页说明中，植松称他喜欢在回忆游戏场景时聆听游戏曲目。神奈川爱乐乐团在“Press Start 2008 -Symphony of Games-”的集成曲《年轻时的植松伸夫》中，演奏了游戏歌曲；而2011年7月9日“Symphonic Odysseys”音乐会中演出了游戏的音乐《主题曲》和《沙加2 秘宝传说》的《拯救世界》。

### 商品
一些商品随游戏而发行，如书籍和电话卡。出版公司双叶社在1990年2月发行了相关图书《魔界塔士 沙加 - 冒险者们的镇魂曲》。书籍为双叶社Game Boy冒险系列儿童读物，详细说明勇士爬上塔顶到达天堂的细节，书籍由池田美佐编写，共287页。史克威尔在1992年8月发行的《最终幻想龙骑士团》中，收录了包括本作在内的爱好者绘制插画。游戏是1992年10月《Game Player's》杂志录像带“给Game Boy游戏的Game Player's游戏带”中四个作品之一，其中包括游戏演示和游戏系统指南。

## 评价
《魔界塔士 沙加》是史克威尔首部销量超过百万的游戏；在2003年3月31日时，Game Boy版在全球出货137万，其中日本115万。史克威尔很快又发行了两部Game Boy续作，并在其它平台销售后来的沙加游戏。日本版包装上的单眼怪成为了系列的吉祥物，并在续作中以名为“Mr. S”的角色登场。Game Freak创办人田尻智称，游戏潜在影响了后来Game Boy的口袋妖怪系列，称游戏带给他系统不止可以动作游戏的理念。
游戏获得媒体褒贬不一的评价。IGN称《魔界塔士沙加》为一款“有着复杂游戏系统和坚实原声的迷人RPG”，但对游戏难度和“过时”图形表示不满。德国游戏杂志《Power Play》给游戏打了78%，称赞作品作为Game Boy上的第一款角色扮演游戏，展示了平台的潜力。Allgame称赞作品作为角色扮演游戏的优点，但批评游戏的高难度及缺乏方向感。《芝加哥论坛报》称游戏“在某些方面有点慢，然而，如同最终幻想，值得你忍耐”，是一次“不错的探索”。1UP.com的Retronauts称其游戏性继承了《最终幻想II》，但接着又称直到其续作才正确提炼了系统相关内容；他继续称，超能力者和怪兽角色种族的随机性让游戏非常困难。
其它文章对《魔界塔士 沙加》的反映更好。作者Jeff Rovin在《如何在Game Boy中获胜》一书中盛赞了作品，称其完全手动，并认为游戏是“Game Boy部队的高潮成就，也是同类中最好的游戏”，虽然其不如《塞尔达传说》复杂。Siliconera的斯宾塞·伊普称其为他庆幸玩到的游戏，并将其称为打开他对故事性游戏思维的游戏，这点更甚于勇者斗恶龙等游戏，并在一定程度上导致了该网站的创建。1991年5月，《任天堂力量》将游戏列为上年总体最佳Game Boy游戏的第三名，并在1997年9月将游戏列为任天堂系统“最佳100”游戏的第70名，称其“忠于史克威尔的传统”。1UP.com的杰里米·帕里什称游戏为Game Boy“必备”游戏之一及1989年最佳游戏之一，称其引入了和最终幻想系列不同的新理念，并称其为“凭借自身力量的非常棒的携带RPG”。GameDaily明确将其称为最终幻想相关Game Boy游戏，并称游戏提供了“数小时的角色扮演刺激，无论你是在牙医诊所 等待，还是在去祖母家的路上”。安德鲁·万登·裁范博希称游戏是日本角色扮演游戏中“最不寻常的”，将其叙事描述为“连接零散的经历，而非RPG类普遍认为的史诗般叙事类型”。因此美版中非玩家角色屏幕外的死亡感觉更“令人沉痛”，是死亡象征的例子之一。然而他还认为，怪兽种族系统违反直觉，正如常言怪兽的种族强调“旨在面临挑战，不能克服它们”。《电子游戏月刊》、《Game Informer》、《Pocket Games》和GameSpot都表达了这种观点；后三者还将称游戏为最佳十五个Game Boy游戏之一。
一些媒体还提到游戏难度和最终头目神的意义。《GamePro》将其列为“史上最恶的47名电子游戏反派”的第37名，并称“你一定想知道开发商在给神多少生命值”。1UP.com称战斗为“史诗”，认为角色队伍一起杀掉上帝是日本角色扮演游戏中反复出现主题之一。《Comedy Central Presents》创办者喜剧演员杰基·凯山称，游戏最终战是“电子游戏有史以来最糟糕的”，并回忆和她如何试过用八个月击败头目。虽然最终头目很难，但却可以简单的用武器“链锯”直接杀死他。在2009年，史克威尔艾尼克斯战斗企划Nobuyuki Matsuoka通过在《最终幻想XIII》中故意留给头目类似的弱点，表达了对这一事实的敬意。